# Col du Marais
Le col du Marais est situé dans les Alpes, en Haute-Savoie, entre la Tournette à l'ouest et la montagne de Sulens à l'est, au-dessus de Serraval au sud et Les Clefs et Thônes au nord.

## Toponymie
Il tient son nom du hameau du Marais situé au col, sur la commune de Serraval.

## Géographie
La route départementale 12 qui passe par le col permet de relier le cœur du massif des Bornes à la vallée de la Chaise et de là, la combe de Savoie, le lac d'Annecy et le massif des Bauges.

## Cyclisme
Le col est au programme de la 15e étape du Tour de France 2023 mais n'est pas pris en compte pour le grand prix de la montagne.

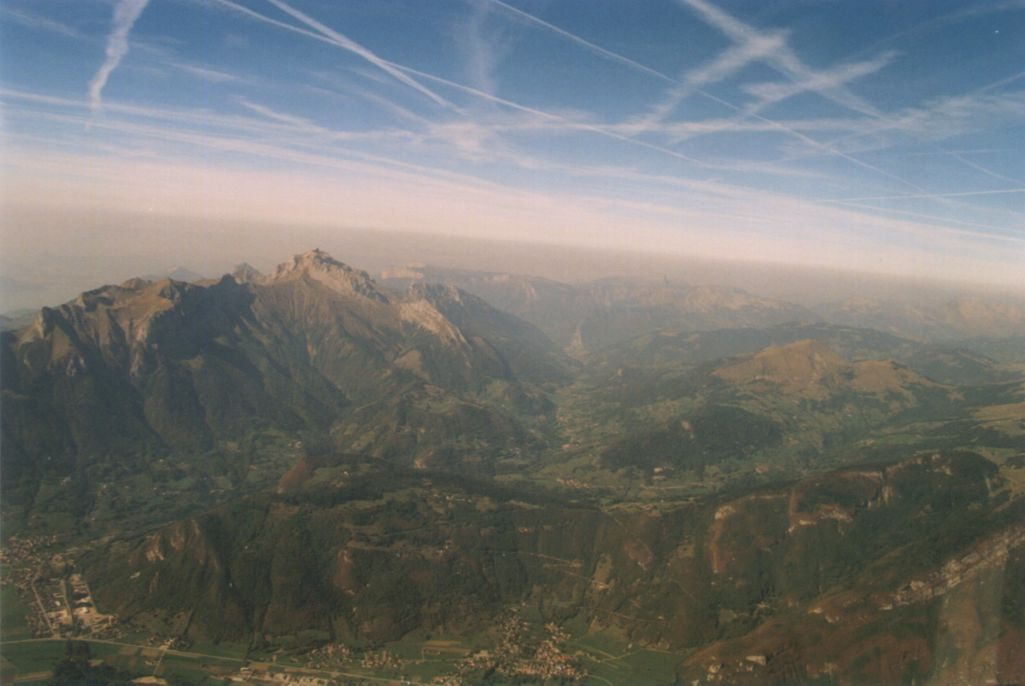
Vue aérienne depuis le sud de la Tournette (à gauche) et de la montagne de Sulens (à droite) avec entre les deux le col du Marais.